# عزلة الفروي (البيضاء)
عزلة الفروي(ذي مسنام) هي إحدى عزل مديرية الصومعة في محافظة البيضاء اليمنية ويبلغ تعداد سكانها 1601 نسمة حسب التعداد السكاني في اليمن لعام 2004.
وتتبع هذه العزلة عدد من القرى مثل 
- ذي مسنام 
- ذي مضاحي
- ذي ظالم ( الظاهرة )ويبلغ تعداد سكانها لعام ٢٠١٤
١٠٥٠ الف وخمسين شخص وتتوزع على قرا متفرقة
وأكبر فخذ منهم ال احمد عمر
وعددهم ٣٥٠ 
- ذي خير
وغيرها من القرى التي تتوزع في محافظة البيضاء .

## روابط خارجية
- الجهاز المركزي للإحصاء بالجمهورية اليمنية
- المركز الوطني للمعلومات باليمن نسخة محفوظة 10 أبريل 2015 على موقع واي باك مشين.
- World Gazetteer:Yemen
- الدليل الشامل